# Chāleh Bījār
Chāleh Bījār (persiska: چاله بیجار, Chāleh Bījār-e Lemīr) är en ort i Iran.   Den ligger i provinsen Gilan, i den nordvästra delen av landet, 400 km nordväst om huvudstaden Teheran. Chāleh Bījār ligger 33 meter över havet och antalet invånare är 378.
Terrängen runt Chāleh Bījār är varierad.  Närmaste större samhälle är Chūbar, 6,1 km sydost om Chāleh Bījār. 